# En liberté !
Pour les articles homonymes, voir Liberté (homonymie).
Pour plus de détails, voir Fiche technique et Distribution.
En liberté ! est une comédie policière et romantique française réalisée par Pierre Salvadori, sortie en 2018.
Yvonne Santi (Adèle Haenel) est veuve d'un lieutenant de police. Elle découvre que ce dernier, considéré comme un héros, était corrompu et sans scrupules. Elle rencontre Antoine (Pio Marmaï), injustement condamné à sa place, et très perturbé par ses huit années de prison.

## Synopsis
Yvonne raconte chaque soir à son jeune fils les exploits extraordinaires de son père Jean, commissaire de police mort en héros deux ans auparavant. Elle-même lieutenant de police, elle regrette d'être dans un bureau au lieu de participer aux enquêtes sur le terrain. Lors d'un interrogatoire de routine, elle apprend que Jean était en fait un flic corrompu qui a notamment fait emprisonner Antoine, un homme jusque-là sans histoire, pour le braquage d'une bijouterie. Louis, un collègue secrètement amoureux d'elle, convainc Yvonne de ne rien révéler et de laisser Antoine purger les dernières semaines de sa peine au lieu de relancer la machine judiciaire.
Antoine sort donc de prison peu de temps après. Yvonne, prise de remords, le suit et constate que ses années d'emprisonnement l'ont profondément perturbé. Antoine retrouve sa femme, Agnès, qui l'a attendu, mais il a parfois des réactions étranges, voire violentes : il commet de petits larcins et frappe avec une grande violence plusieurs personnes qui s'en prennent à lui à la sortie d'une boîte de nuit. À chaque fois, Yvonne lui permet de s'en sortir sans problème.
Errant le long d'une route après s'être brouillé avec sa femme, il saute dans la mer, aussitôt suivi d'Yvonne, qui le filait toujours. Ils se retrouvent sur la plage et rentrent en ville en volant une voiture. Yvonne, stupéfaite et très attirée par lui, rentre toutefois chez elle, où Louis garde son fils ; elle se donne à lui à sa grande surprise.
Le lendemain, Antoine est amené au poste à la suite d'un incident. Surprise, Yvonne s'assied sur un banc où attendent des prostituées afin qu'Antoine ne comprenne pas qu'elle est policière.
Croyant désormais qu'elle est prostituée, ce qui ne change rien à leur relation, il l'invite au restaurant, mais Louis fait échouer ce rendez-vous en entraînant Yvonne dans une prétendue filature. Désespéré, Antoine prend en otage le personnel du restaurant et finit par y mettre le feu. Yvonne le sort de ce mauvais pas et le cache dans une boîte sado-masochiste clandestine désaffectée. Antoine quitte sa femme pour y retrouver Yvonne, mais passe des menottes à celle-ci pour aller braquer la bijouterie qui est à l'origine de son emprisonnement : ainsi, une vraie culpabilité pourra-t-elle donner un sens à toutes ces années d'enfermement qui ont détruit sa jeunesse.
Yvonne se libère et rejoint Antoine dans la bijouterie. Elle l'aide à récupérer les bijoux et l'oblige à s'enfuir. Il va rejoindre sa femme avec les bijoux, tandis qu'Yvonne se laisse arrêter.
Plus tard, Yvonne sort de prison et retrouve Louis, qui s'est occupé de son fils pendant tout ce temps.

## Fiche technique
Sauf indication contraire, les informations mentionnées dans cette section peuvent être confirmées par les bases de données cinématographiques IMDb et Allociné,  présentes dans la section « Liens externes ».
- Titre : En liberté !
- Titre international : The Trouble With You[1]
- Réalisation : Pierre Salvadori
- Assistant réalisateur : Jean-Baptiste Pouilloux
- Scénario : Pierre Salvadori, Benjamin Charbit et Benoît Graffin
- Musique : Camille Bazbaz
- Photographie : Julien Poupard
- Montage : Isabelle Devinck, Julie Lena et Géraldine Mangenot, assistées de Johan Samacoits
- Décors : Michel Barthélémy
- Costumes : Virginie Montel
- Son : François Maurel
- Production : Philippe Martin et David Thion
- Société de production : Les Films Pelléas
  - Coproduction : Tovo Films, La Banque Postale Images, France 2 et SOFICA Manon et Soficinema.
  - Participation à la production : Canal+
- Société de distribution : Memento Films ( France) et MK2 (ventes internationales)
- Pays de production :  France
- Langue originale : français
- Genre : comédie policière et romantique
- Durée : 107 minutes
- Budget : 8 millions d'euros
- Format : couleur
- Dates de sortie :
  - France : 14 mai 2018 (Quinzaine des réalisateurs)[2] ; 31 octobre 2018 (sortie nationale)
  - Belgique, Suisse romande : 31 octobre 2018

## Distribution
Sauf indication contraire, les informations mentionnées dans cette section peuvent être confirmées par la base de données cinématographiques Allociné,  présente dans la section « Liens externes ».
- Adèle Haenel : le lieutenant de police Yvonne Santi
- Pio Marmaï : Antoine Parent
- Vincent Elbaz : le capitaine de police Jean Santi
- Damien Bonnard : Louis, policier ami d'Yvonne et parrain de Théo
- Audrey Tautou : Agnès Parent
- Octave Bossuet : Théo, le fils d'Yvonne et Jean Santi
- Norbert Ferrer : le cuisinier du restaurant La Marée
- Jean-Louis Barcelona : le psychopathe
- Hocine Choutri : Mariton
- Alexandre Marouani : le chauffeur de taxi
- Olivier Charasson : le maire
- Bruno Gerbi-Doublier : le prévenu
- Bruno Chapelle : Guérin
- Sylvain Fraselle : le chauffeur de bus
- Sylvain Katan : le buraliste braqué

## Production

### Pré-production
Le film est annoncé publiquement à la rentrée 2016. Il a pour titre provisoire Remise de peine.

### Lieux de tournage
Le tournage débute à la mi-novembre 2016 et se poursuit jusqu'en février 2017.
- Provence-Alpes-Côte d'Azur (jusqu'à fin 2016) :
  - Bouches-du-Rhône (pendant cinq semaines) :
    - La Ciotat[6].
    - Marseille : restaurant « Au bord de l'eau »[7] (scènes d'explosions), L'Estaque et la gare de bus « Espace Mistral »[8].
- Île-de-France (à partir de 2017) :
  - Paris :
    - 1er arrondissement : Crèmerie n°1 (15 rue des Halles) : du 15 au 17 janvier 2017 - transformation en bijouterie[9].

  - Val-d'Oise :
    - Argenteuil : scènes d'intérieur dans deux appartements dans un immeuble situé rue Denis Roy (du 9 au 13 janvier 2017)[10].
    - Pontoise : ancienne chambre de commerce du Val-d'Oise, rue de Rouen (jusqu'au 26 janvier 2017) - transformation pour des scènes dans un commissariat de police[11].

  - Yvelines :
    - Croissy-sur-Seine[12],[13] : Château de Croissy (a.k.a Espace Chanorier, pendant une journée et une nuit à partir de février 2017).

## Accueil

### Sortie
La sortie du film dans les salles françaises est initialement prévue pour septembre 2017. Le film sort finalement le 31 octobre 2018.

### Accueil critique
La critique française est dans l'ensemble très favorable au film. Le site Allociné propose une moyenne de 4,3/5 à partir de l'interprétation de 39 critiques de presse.
Élisabeth Franck-Dumas, dans Libération, décrit les mensonges, fictions et illusions dont se servent les personnages tout au long du film, tandis que Jacques Morice, dans Télérama, souligne « la haute qualité de ses dialogues poétiques ». Jacques Mandelbaum, dans Le Monde, note tout de même « une certaine pesanteur au démarrage ».
Pour Nathalie Simon du Figaro, « Pierre Salvadori signe un film hilarant dans lequel chaque protagoniste est embringué dans un tourbillon de folie façon Monty Python. [...] Salvadori ne s'est peut-être jamais autant lâché. Son scénario délirant semble né d'un esprit enfiévré. Où va-t-il chercher tout ça ? ».
Pour Théo Ribeton des Inrockuptibles, « Avec En liberté !, Pierre Salvadori signe la comédie de l'année ».

### Box-office
| Pays ou région | Box-office      | Date d'arrêt du box-office | Nombre de semaines |
| -------------- | --------------- | -------------------------- | ------------------ |
| France         | 775 491 entrées | 19 mars 2019               | 20                 |
| Total mondial  | 6 695 153 $     | -                          | -                  |

## Distinctions

### Récompenses
- Festival de Cannes 2018 : Prix SACD, section Quinzaine des réalisateurs
- 24e cérémonie des Lumières : Lumière du meilleur scénario pour Benjamin Charbit, Pierre Salvadori et Benoît Graffin

### Nominations et sélections
- César 2019 :
  - César du meilleur film
  - César de la meilleure réalisation pour Pierre Salvadori
  - César du meilleur acteur pour Pio Marmaï
  - César de la meilleure actrice pour Adèle Haenel
  - César du meilleur acteur dans un second rôle pour Damien Bonnard
  - César de la meilleure actrice dans un second rôle pour Audrey Tautou
  - César du meilleur scénario original pour Pierre Salvadori, Benoît Graffin et Benjamin Charbit
  - César du meilleur montage pour Isabelle Devinck
  - César de la meilleure musique originale pour Camille Bazbaz
- 24e cérémonie des Lumières :
  - Lumière de la meilleure musique pour Camille Bazbaz
  - Lumière de la meilleure mise en scène pour Pierre Salvadori